# Roadblock: End of the Line
Roadblock: End of the Line – gala wrestlingu wyprodukowana przez federację WWE dla wrestlerów z brandu Raw i 205 Live. Odbyła się 16 grudnia 2016 w PPG Paints Arnea w Pittsburgh w Pensylwanii. Emisja była przeprowadzana na żywo za pośrednictwem WWE Network oraz w systemie pay-per-view. Była to druga gala w chronologii WWE Roadblock.
Na gali odbyło się siedem pojedynków w tym jeden podczas pre-show. W walce wieczoru WWE Universal Champion Kevin Owens obronił tytułu w walce z Romanem Reignsem przez dyskwalifikację ze względu na atak na Owensa ze strony Chrisa Jericho. Sheamus i Cesaro zdołali pokonać The New Day i zdobyć WWE Raw Tag Team Championship, tym samym kończąc panowanie New Day jako posiadacze tytułów przez rekordowe 483 dni. Charlotte Flair pokonała Sashę Banks w 30-minutowym Iron Man matchu i zdobyła po raz czwarty w karierze WWE Raw Women’s Championship.

## Produkcja
Roadblock: End of the Line oferowało walki profesjonalnego wrestlingu z udziałem różnych wrestlerów z istniejących oskryptowanych rywalizacji i storyline’ów, które są kreowane na tygodniówkach Raw i 205 Live. Wrestlerzy są przedstawieni jako heele (negatywni, źli zawodnicy i najczęściej wrogowie publiki) i face’owie (pozytywni, dobrzy i najczęściej ulubieńcy publiki), którzy rywalizują pomiędzy sobą w seriach walk mających budować napięcie. Kulminacją rywalizacji jest walka wrestlerska lub ich seria.

### Rywalizacje

#### Kevin Owens vs. Roman Reigns
Po przegranej drużyny Raw w starciu z drużyną SmackDown na gali Survivor Series, Chris Jericho i Kevin Owens odbyli kłótnię podczas segmentu Highlight Reel na tygodniówce Raw. Ostatecznie kłótnia okazała się ich żartem wobec publiki, zaś duo wspólnie obwiniło za przegraną Romana Reignsa i Setha Rollinsa, którzy byli współtowarzyszami z ich drużyny. Następnego tygodnia przyjaźń Owensa i Jericho zaczęła się rozpadać, gdyż mistrz stwierdził, że nie potrzebuje pomocy ze strony przyjaciela. W walce wieczoru Reigns zdołał pokonać Owensa i stać się pretendentem do Universal Championship, ustanawiając kolejną ich walkę na gali Roadblock. W następnym tygodniu Reigns obronił swój United States Championship w walce z Jericho. Przed walką Jericho powiedział Owensowi aby nie interweniował w jego walce, lecz pomimo tego pojawił się wokół ringu i spowodował odwrócenie uwagi przyjaciela, co wykorzystał Reigns i pokonał przeciwnika. W następnym tygodniu, Owens był gościem Rollina podczas segmentu The Rollins Report. Podczas segmentu ogłosił, że on i Jericho zawalczą z The New Day o WWE Raw Tag Team Championship, lecz do walki zostali dołączeni Rollins i Reigns. Podczas walki ponownie doszło do zgrzytów pomiędzy Owensem i Jericho, gdzie Rollins popchnął Owensa w stronę przypinającego Jericho. Po walce Jericho opuścił ring bez Owensa, zaś ten otrzymał spear od Reignsa.

#### Chris Jericho vs. Seth Rollins
Przez wiele tygodni, Chris Jericho interweniował w walki Setha Rollinsa o mistrzostwo należące do Owensa. Rollins zawalczył z Owensem o WWE Universal Championship w no disqualification matchu, gdzie Reigns i Jericho mieli zakaz pojawienia się wokół ringu. Pomimo tego w pojedynku zainterweniował Jericho (udającym fana w masce), dzięki któremu Owens wygrał walkę i obronił mistrzostwo. 28 listopada na kolejnej tygodniówce Raw, podczas opuszczania areny w trakcie odcinka, Jericho został zaatakowany przez Rollinsa na parkingu; Rollins wykonał mu Pedigree na dachu samochodu. 5 grudnia na Raw, Rollins chciał przywołać Triple H'a, przez którego nie udało mu się zdobyć Universal Championship na odcinku Raw z 29 sierpnia. Dodał, że aby z nim móc zawalczyć, będzie musiał wpierw pokonać Owensa, lecz aby pokonać Owensa, będzie musiał po drodze pokonać Jericho. Wypowiedź w ringu przerwał mu Owens, który poinformował, że Rollins i Jericho zmierzą się ze sobą na gali Roadblock.

#### Sasha Banks vs. Charlotte
28 listopada na odcinku Raw, Sasha Banks pokonała Charlotte Flair w Falls Count Anywhere matchu i stała się trzykrotną posiadaczką WWE Raw Women’s Championship. Po walce do ringu wszedł ojciec Charlotte, Ric Flair, który pogratulował Sashy. Na następnej tygodniówce Raw, Charlotte wykorzystała klauzulę rewanżu co Sasha zaakceptowała, lecz wyzwała ją do 30-minutowego Iron Man matchu. Pod koniec show, Charlotte zaprosiła swojego ojca do ringu by móc go przeprosić za ośmieszenie go pół roku wcześniej, lecz ostatecznie spoliczkowała go. Do ringu wkroczyła Sasha, lecz z bijatyki zwycięsko wyszła Charlotte.

#### Rich Swann vs. The Brian Kendrick vs. T.J. Perkins
Na premierowym odcinku tygodniówki 205 Live z 29 listopada, Rich Swann pokonał The Briana Kendricka i zdobył od niego WWE Cruiserweight Championship. Swann obronił swój tytuł w przyszłotygodniowym rewanżu, gdzie gościnnym komentatorem był T.J. Perkins. Po walce Kendrick zaatakował Perkinsa, w rezultacie czego do bijatyki dołączyć się Swann. 12 grudnia zostało ogłoszone, że Swann będzie bronił mistrzostwa w triple threat matchu przeciwko Kendrickowi i Perkinsowi na gali Roadblock.

#### Big Cass vs. Rusev
Na odcinkach Raw z 21 i 28 listopada, Enzo Amore wyśmiewał związek Ruseva i Lany przy publiczności. 5 grudnia, Rusev i Lana pokłócili się na zapleczu, co zauważyli stojący obok Amore i Big Cass. Tej samej nocy Amore otrzymał wiadomość SMS od Lany, w której zaprosiła go do pokoju hotelowego. Kiedy tam dotarł został ujawniony spisek Lany i Ruseva; dziewczyna zawołała swojego męża, który pobił do nieprzytomności Amore i wyniósł na korytarz hotelu. 12 grudnia na Raw Lana i Rusev przypomnieli publiczności o zajściu sprzed tygodnia. Do ringu wkroczył Big Cass, który pobił się z Rusevem. Doprowadziło to do ogłoszenia walki pomiędzy Cassem i Rusevem na gali Roadblock w pre-show.

#### Braun Strowman vs. Sami Zayn
21 listopada na tygodniówce Raw, generalny menadżer Mick Foley zarządził walkę pomiędzy Samim Zaynem i Braunem Strowmanem z powodu przegranej tego pierwszego z The Mizem na gali Survivor Series. Foley przerwał pojedynek, gdyż Strowman zaatakował Zayna przed meczem, przez co ten przez większość pojedynku dominował. W następnym tygodniu Zayn pogadał z Foleyem i żądał rewanżu ze Strowmanem, lecz Foley nie zgodził się na to; uważał, że nie da rady pokonać o wiele silniejszego przeciwnika. 12 grudnia Zayn ponownie nalegał na rewanż i dodał, że w razie odmowy będzie starał się o przeniesienie do rosteru SmackDown, gdyż jego idol i szef nie wierzy w niego. Strowman po jego walce z Curtisem Axelem stwierdził, że Zayn nie wytrzymałby z nim dwóch minut. Po tym jak Zayn pokonał Jindera Mahala, Foley powiedział Zaynowi, że rozmówił się z generalnym menadżerem SmackDown Danielem Bryanem, gdzie zostanie przeniesiony do SmackDown za Evę Marie. Zayn stwierdził, że jest więcej wart od Marie i ponownie nakazał rewanżu ze Strowmanem. Foley ostatecznie się zgodził na pojedynek na gali Roadblock z warunkiem, że wytrzyma minimum dziesięć minut. Prócz tego wyjawił, że nie miał w planach przeniesienia go na SmackDown.

#### The New Day vs. Cesaro i Sheamus
Przez wiele tygodni The New Day (Big E, Kofi Kingston i Xavier Woods) oznajmiali publice, że za niedługo pobiją rekord w najdłuższego panowaniu jako mistrzowie tag team w historii WWE; rekord należał do Demolition, którzy byli mistrzami 478 dni. 21 i 28 listopada na odcinkach tygodniówki Raw, New Day obroniło swoich tytułów w walkach z kolejno Cesaro i Sheamusem, a następnie z Lukiem Gallowsem i Karlem Andersonem. 5 grudnia, Cesaro i Sheamus zawalczyli z Gallowsem i Andersonem o miano pretendentów do tytułów WWE Raw Tag Team Championship, lecz walka zakończyła się remisem i obie drużyny zawalczyły z New Day w przyszłym tygodniu na gali Raw. The New Day ponownie obroniło tytułów, lecz podczas ich celebracji na zapleczu, Woods przypadkowo oblał szampanem komisarz Raw Stephanie McMahon. Rozwścieczona Stephanie ustanowiła kolejną obronę tytułów przez New Day przeciwko Chrisowi Jericho i Kevinowi Owensowi, zaś Mick Foley dodał do walki Romana Reignsa i Setha Rollinsa. New Day ponownie wygrało pojedynek i tym samym stało się najdłużej panującymi mistrzami tag team w historii federacji. Na gali WWE Tribute to the Troops z 14 grudnia, Cesaro i Sheamus stali się kolejnymi pretendentami do tytułów po pokonaniu Gallowsa i Andersona, The Shining Stars i The Golden Truth, ustanawiając ich walkę z The New Day na gali Roadblock: End of the Line.

## Lista walk
| Nr                                                                   | Wyniki                                                                                      | Stypulacje                                                | Czas  |
| -------------------------------------------------------------------- | ------------------------------------------------------------------------------------------- | --------------------------------------------------------- | ----- |
| 1P                                                                   | Rusev (z Laną) pokonał Big Cassa poprzez wyliczenie pozaringowe                             | Singles match                                             | 4:30  |
| 2                                                                    | Cesaro i Sheamus pokonali The New Day (Big E i Kofi'ego Kingstona) (z Xavierem Woodsem) (c) | Tag Team match o WWE Raw Tag Team Championship            | 10:10 |
| 3                                                                    | Sami Zayn pokonał Brauna Strowmana                                                          | Singles match z limitem czasowym 10 minut                 | 10:00 |
| 4                                                                    | Seth Rollins pokonał Chrisa Jericho                                                         | Singles match                                             | 17:05 |
| 5                                                                    | Rich Swann (c) pokonał TJ'a Perkinsa i The Briana Kendricka                                 | Triple Threat match o WWE Cruiserweight Championship      | 6:00  |
| 6                                                                    | Charlotte Flair pokonała Sashę Banks (c) z wynikiem 3–2, nagła śmierć po przedłużeniu czasu | 30-minutowy Iron Man match o WWE Raw Women’s Championship | 34:45 |
| 7                                                                    | Kevin Owens (c) pokonał Romana Reignsa poprzez dyskwalifikację                              | Singles match o WWE Universal Championship                | 23:20 |
| (c) – mistrz/mistrzyni przed walkąP – walka miała miejsce w pre-show |                                                                                             |                                                           |       |

### Iron Man match
| Wynik | Wrestlerka      | Decyzja    | Notka                                                           | Czas  |
| ----- | --------------- | ---------- | --------------------------------------------------------------- | ----- |
| 0–1   | Charlotte Flair | Przypięcie | Banks została przypięta po otrzymaniu Natural Selection         | 19:45 |
| 1–1   | Sasha Banks     | Przypięcie | Flair została przypięta ruchem roll-up                          | 21:40 |
| 1–2   | Sasha Banks     | Submission | Flair została poddana po założeniu dźwigni Bank Statement       | 24:00 |
| 2–2   | Charlotte Flair | Submission | Banks została poddana po założeniu dźwigni Figure Eight Leglock | 29:58 |
| 3–2   | Charlotte Flair | Submission | Banks została poddana po założeniu dźwigni Figure Eight Leglock | 34:45 |